# Swietłana Iwanowa (aktorka)
Swietłana Andriejewna Iwanowa, ros. Светла́на Андре́евна Ивано́ва (ur. 26 września 1985 w Moskwie) – rosyjska aktorka.

## Życiorys
Jej rodzice są z zawodu energetykami. Od 14 roku życia uczęszczała na zajęcia prowadzone przy moskiewskim Teatrze Studio. Następnie studiowała na Wszechrosyjskim Państwowym Uniwersytecie Kinematografii im. S.A. Gierasimowa.
Swoją karierę aktorską rozpoczęła w 2004 roku. Zadebiutowała w filmie Fiodora Bondarczuka – 9 kompania. Wystąpiła również w filmie Franz + Polina (jako Polina, za tę rolę otrzymała wyróżnienia), 8 sierpnia (jako Ksenia) oraz w wielu innych.
W 2006 roku ukończyła Wszechrosyjski Państwowy Instytut Kinematografii im. Siergieja Apolinariewicza Gierasimowa. Będąc jeszcze na studiach, zagrała w filmie Chrześniak, a następnie odegrała ważną rolę w serii Pożegnanie echa w roli Nataszy.
Iwanowa jest także aktorką w Teatrze Sowriemiennik. Zadebiutowała w roli Patrice Hollmann w adaptacji Ericha Marii Remarque’a – Trzej towarzysze w dniu 22 marca 2012 roku.

## Życie prywatne
W 2009 roku Iwanowa wzięła ślub z Wiaczesławem Liśniewskim. Mają córkę, Paulinę (ur. 2012).

## Wybrana filmografia
- 2005: 9 kompania jako Ola
- 2006: Franz + Polina jako Polina
- 2008: Noc miłości jako Aleksandra „Sasza” Zabielina
- 2009: Kotka jako Nastia
- 2010: Dom Słońca jako Sasza
- 2010: Mroczny świat jako Marina
- 2010: Moskwo, kocham Cię jako Swieta, studentka MGU
- 2012: 8 sierpnia jako Ksenia
- 2013: Legenda 17 jako Irina Charłamowa
- 2016: Bohater jako Wiera
- 2016: Serca na sprzedaż jako Ełła